# St. Anna (Wipfel)

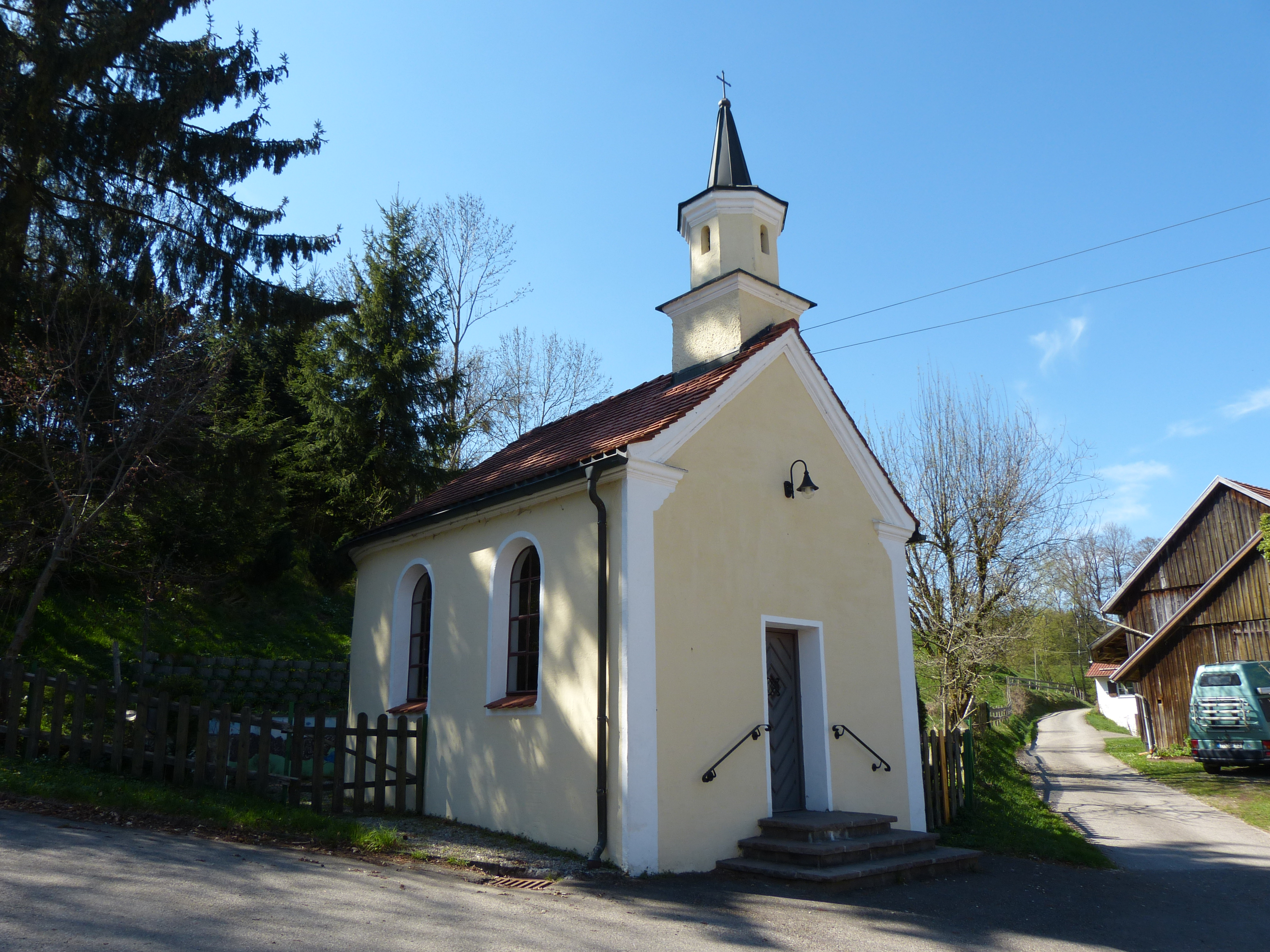
St. Anna in Wipfel

St. Anna ist eine römisch-katholische Kapelle im oberschwäbischen Wipfel, einem Ortsteil von Stetten. Sie gehörte bis 1923 zur Stadtpfarrei St. Stephan in Mindelheim. Allerdings wurde die kirchliche Gemeinde seit dem 17. Jahrhundert von Erisried pastoriert. Auf einem Katasterblatt aus dem frühen 19. Jahrhundert ist bereits eine Kapelle verzeichnet. 1899 wurde dieser Bau um einen Meter erhöht und bekam neue Fenster. Von 1948 bis 1949 wurde sie umfassend restauriert.

## Baubeschreibung
Die mitten im Weiler gelegene Kapelle ist nach Westen ausgerichtet. Sie ist flachgedeckt und besitzt einen halbrunden Schluss. An den Längsseiten befinden sich je zwei Rundbogenfenster, im Osten befindet sich eine Rechtecktür. Das Äußere besitzt ein profiliertes Traufgesims, am Ostgiebel befinden sich profilierte Schrägen sowie Gesimsstücke beiderseits am Ansatz. Über dem Giebel befindet sich ein Dachreiter mit quadratischem Sockel und achteckigem Oberteil mit Spitzhelm. Dieser besitzt kleine Rundbogenöffnungen an den Hauptseiten und ist mit Blech gedeckt.

## Innenausstattung

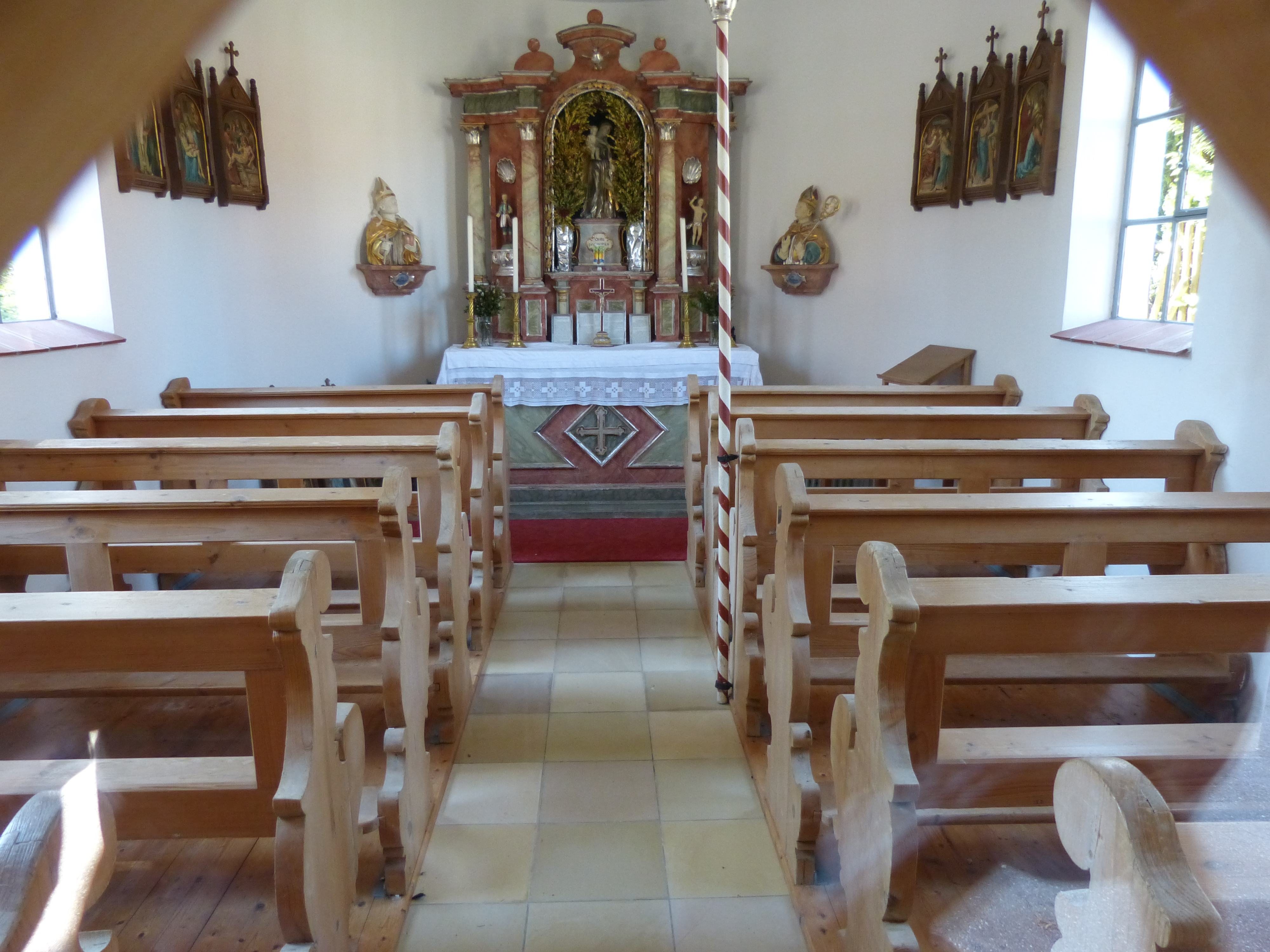
Innenansicht von St. Anna

Das Deckenbild aus dem Jahr 1949 von G. Schwank zeigt die heilige Anna. Der um 1730 geschaffene, aus marmoriertem Holz bestehende Altar besitzt einen neuen Kastenstipes. In der Mitte des Aufbaus ist eine Rundbogennische mit von Halbsäulen flankiertem Tabernakel als Sockel. In der Nische steht eine Holzfigur der heiligen Anna selbdritt. Die Säulen sind beiderseits vorgestaffelt, die konvexen Achsen sind zurückfliehend und besitzen rundbogige Muschelnischen. Darin befinden sich bäuerliche Statuetten des heiligen Sebastian und Wendelin. Ganz außen befinden sich zurückgestaffelte Säulen, über diesen ein verkröpftes Gebälk mit gebauchtem Fries. Über der Mittelnische ist ein Giebel mit Segmentgesims und einer Darstellung des Heiligen Geistes. Ein kleines Altarkreuz aus dem 18. Jahrhundert ist ebenfalls dort angebracht.
Unten abgeschnittene Ganzfiguren, die den heiligen Blasius und Augustinus zeigen und um 1500 geschaffen wurden, besitzen neue Attribute. Ein Kruzifix aus dem 16. oder 17. Jahrhundert sowie ein gegeißelter Heiland auf einer Konsole mit Rocaillen aus der Mitte des 18. Jahrhunderts befinden sich ebenfalls in der Kapelle.

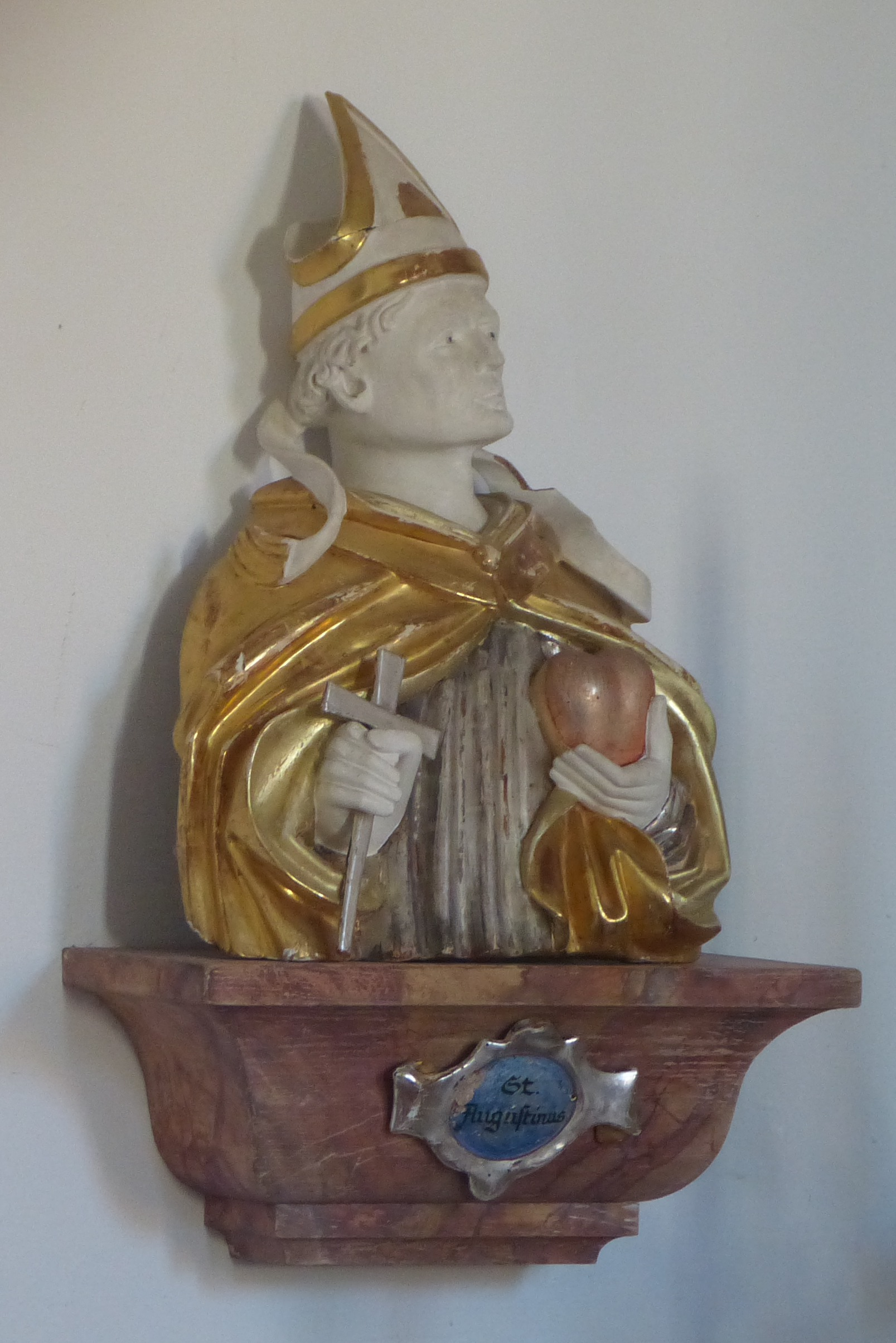
Halbfigur des hl. Augustinus
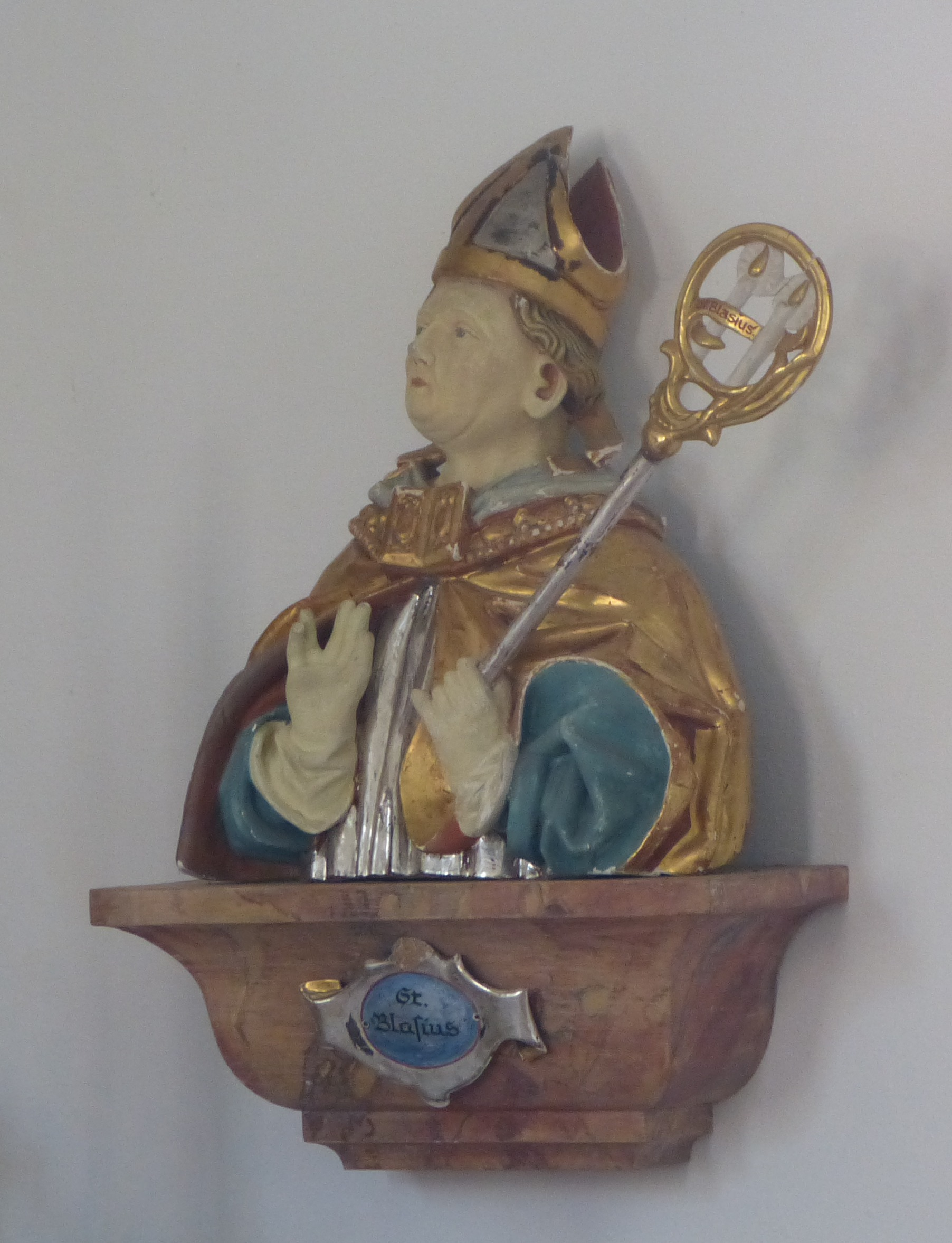
Halbfigur des hl. Blasius